# 기쿠치 고마키
기쿠치 고마키(일본어: 菊池 小巻, 1997년 2월 22일~)는 일본의 펜싱 선수로 주 종목은 플뢰레이다. 2024년 하계 올림픽 여자 플뢰레 단체전에서 동메달을 획득했으며 세계 선수권 대회에서 동메달 1개를 획득했다.